# Alfred Carlton Gilbert
Alfred Carlton Gilbert (Salem, 13 de fevereiro de 1884 - Boston, 24 de janeiro de 1961) foi um atleta e campeão olímpico norte-americano. Em sua vida posterior aos esportes, também foi um renomado homem de negócios, inventor e fabricante de brinquedos.

## Carreira atlética
Gilbert participou dos Jogos Olímpicos de Londres 1908, onde conquistou a medalha de ouro no salto com vara, empatado com o compatriota Edward Cook. Foi a única vez na história dos Jogos que dois atletas  dividiram a medalha de ouro no atletismo. Nesta prova, cinco atletas quebraram o recorde olímpico e dois, Cook e Gilbert, alcançaram os 3,71 m na primeira tentativa. Os últimos estágios da disputa, com os empates que ocorriam, fizeram com que ela demorasse mais que o tempo previsto, e por causa do final da maratona, prestes a entrar no estádio, os organizadores tomaram uma medida inédita. Ao invés de prosseguir os saltos para a decisão do ouro entre Cook e Gilbert e do bronze entre os outros três empatados, que saltaram todos até 3,58 m, outorgaram duas medalhas de ouro e três medalhas de bronze aos cinco competidores finais.

## Carreira empresarial
Em 1909, sendo mágico amador, ele montou uma empresa que fornecia materiais para mágica, que acabou se transformando na A. C. Gilbert Company, um das maiores empresas do mundo no ramo de brinquedos. Em 1911, inventou um brinquedo chamando Erector, o precursor dos brinquedos educacionais de montar, que se tornou uma coqueluche nos Estados Unidos e ajudou a deslanchar o crescimento de sua empresa. Nos anos 20 produziu conjuntos de brinquedos com equipamentos para utilização em química e em 1935 estava fabricando microscópios. Durante a II Guerra Mundial, sua empresa chegou a fabricar equipamentos para as aeronaves de guerra americanas.
Aposentou-se em 1951 entregando seus negócios para o filho e morreu em Boston, em janeiro de 1961.